# Bosque estatal de Conway-Robinson
Conway Robinson State Forest es un bosque estatal en el Condado de Prince William, Virginia, ubicado cerca de Manassas National Battlefield Park. Sirve como una flor silvestre y santuario de vida silvestre. El bosque cuenta con 444 hectáreas de plantaciones de pino, pino mixto y frondosas de crecimiento antiguo y es una de las mayores extensiones de tierras ociosas propiedad de la Comunidad en todo el norte de Virginia.
El Robinson State Forest Conway fue nombrado en memoria de Conway Robinson, un abogado del siglo XIX, historiador y autor del estado de Virginia. Es más famoso por haber defendido unos 100 casos ante la Suprema Corte de los Estados Unidos y ser un miembro fundador de la Sociedad Histórica de Virginia. La Asociación Robinson Memorial Park Conway intentó perpetuar su recuerdo como un distinguido virginiano a través del desarrollo de un bosque estatal. El bosque se convirtió en un bosque del estado en febrero de 1938.
El Bosque Estatal de Conway Robinson sirve como sitio de demostración de "mejores prácticas" en el sector forestal. Estas prácticas abarcan todas las actividades forestales de la plantación de árboles para la cosecha, así como las consideraciones ambientales para la calidad del agua, la estética y la vida silvestre. Estas prácticas incorporan un plan de gestión de uso múltiple, que se centra en las ventajas y beneficios de la gestión de los recursos totales. Además, este bosque ofrece un área valiosa para proyectos de investigación de la universidad o estudiantes universitarios, visitas y demostraciones, y otras actividades educativas. Con más de dos millones de personas que viven dentro de los 30 kilómetros de la selva es una demostración importante y una herramienta de educación para la comunidad.